# Aldo Fumagalli (calciatore)
Aldo Fumagalli (Vimercate, 9 ottobre 1919 – ...) è stato un calciatore italiano, di ruolo attaccante.

## Carriera
Esordisce a diciannove anni con la maglia della Vimercatese, squadra della sua città natale. Nel 1939 viene ceduto alla Biellese, con cui nella stagione 1939-1940 mette a segno 8 reti in 21 presenze in Serie C; viene riconfermato in rosa anche per la stagione 1940-1941, nel corso della quale viene impiegato in 28 partite e segna 16 reti.
Nel 1941 passa al Savona; con il club ligure nel corso della stagione 1941-1942 esordisce in Serie B, categoria in cui va a segno 4 volte in 18 presenze; nel corso della stagione 1942-1943 viene impiegato con più regolarità: gioca infatti 24 partite di campionato, nel corso delle quali segna anche 8 reti, che fanno di lui il miglior marcatore stagionale del club ligure. Successivamente si trasferisce all'Ambrosiana, con cui durante la stagione 1943-1944 gioca il Campionato Alta Italia, competizione in cui in 15 presenze segna anche 2 reti. Rimane nella società milanese anche dal 1944 al 1945, disputando il Torneo Benefico Lombardo, nel quale gioca 7 partite e segna 3 reti.
Dopo la fine della Seconda guerra mondiale fa ritorno alla Vimercatese, con cui nella stagione 1946-1947 disputa il campionato di Serie C; a fine anno si trasferisce al Crema, con la cui maglia nella stagione 1947-1948 segna 10 gol in 26 presenze in Serie B. A fine anno la società cremasca retrocede in Serie C per la riforma dei campionati (con ritorno alla Serie B a girone unico) nonostante l'ottavo posto in classifica conquistato nella stagione precedente, e Fumagalli viene riconfermato per disputare la stagione 1948-1949, durante la quale segna 9 reti in 25 presenze; gioca nel Crema per una terza stagione, la 1949-1950, nella quale scende in campo in sole 6 occasioni segnando anche una rete.
In carriera ha disputato complessivamente 68 partite in Serie B, categoria nella quale ha inoltre realizzato 22 reti.